# A Kele N'ta
Singles de MHD
Maman j'ai mal
(2016) Afro Trap, Part. 7 (La Puissance)
(2016)
A Kele N'ta est un single musical du rappeur français MHD sorti en 2016. Le clip est tourné au Sénégal et est produit par le Studio Bagel.

## Classements
| Classement (2016)               | Meilleure position |
| ------------------------------- | ------------------ |
| Belgique (Wallonie Ultratip 50) | 18                 |
| France (SNEP)                   | 15                 |

## Certifications
| Région | Certification | Ventes/Streams |
| --- | ------------- | -------------- |
| France (SNEP) | Diamant       | 400 000*       |
| *Ventes selon la certification ^Mise en rayon selon la certification xNon précisé par la certification ‡ventes/streaming selon la certification |               |                |